# كأس فرنسا 1966–67
كأس فرنسا 1966–67 (بالفرنسية: Coupe de France de football 1966-1967)‏ هو موسم من كأس فرنسا. أشرف على تنظيمه اتحاد فرنسا لكرة القدم، وفاز فيه أولمبيك ليون.